# Радга

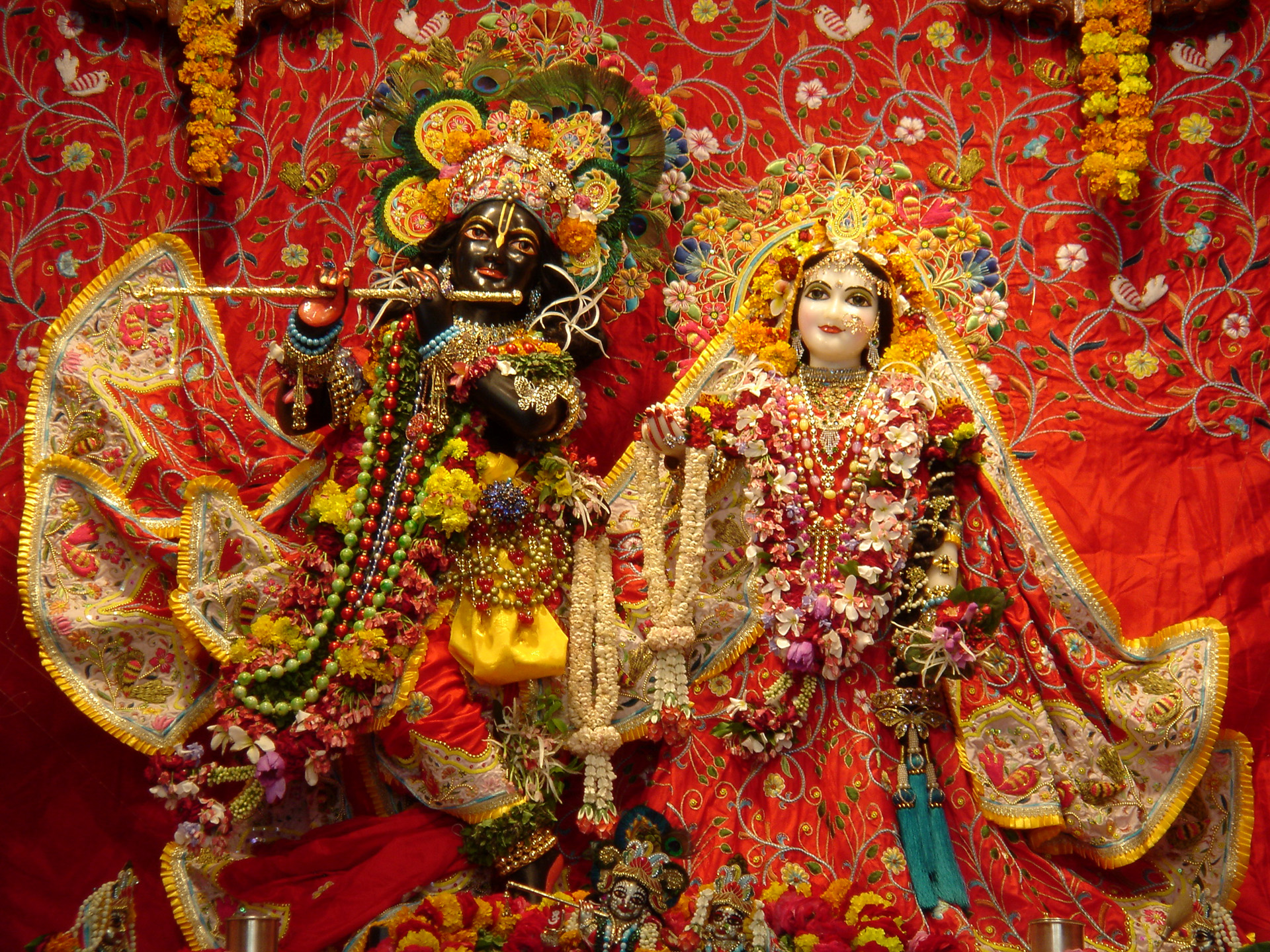
Мурті Радгарані в храмі Руху Харе Крішна у Вріндавані, Індія

Ра́дга (санскр. राधा) також Радгарані або Радгіка — одна з жіночих іпостасей Бога в індуїзмі.

## Витоки культу Радги
У пуранічних текстах Радга описується як вічна подруга Крішни, що втілилась разом з ним на Землі понад 5000 років тому. У вайшнавізмі Радзі поклоняються як втіленню богині Лакшмі. У Ґаудія-вайшнавізмі Радгу розглядають як джерело Лакшмі і всіх інших жіночих проявів Бога. Радга також є основним об'єктом поклоніння в Німбарка-сампрадаї.

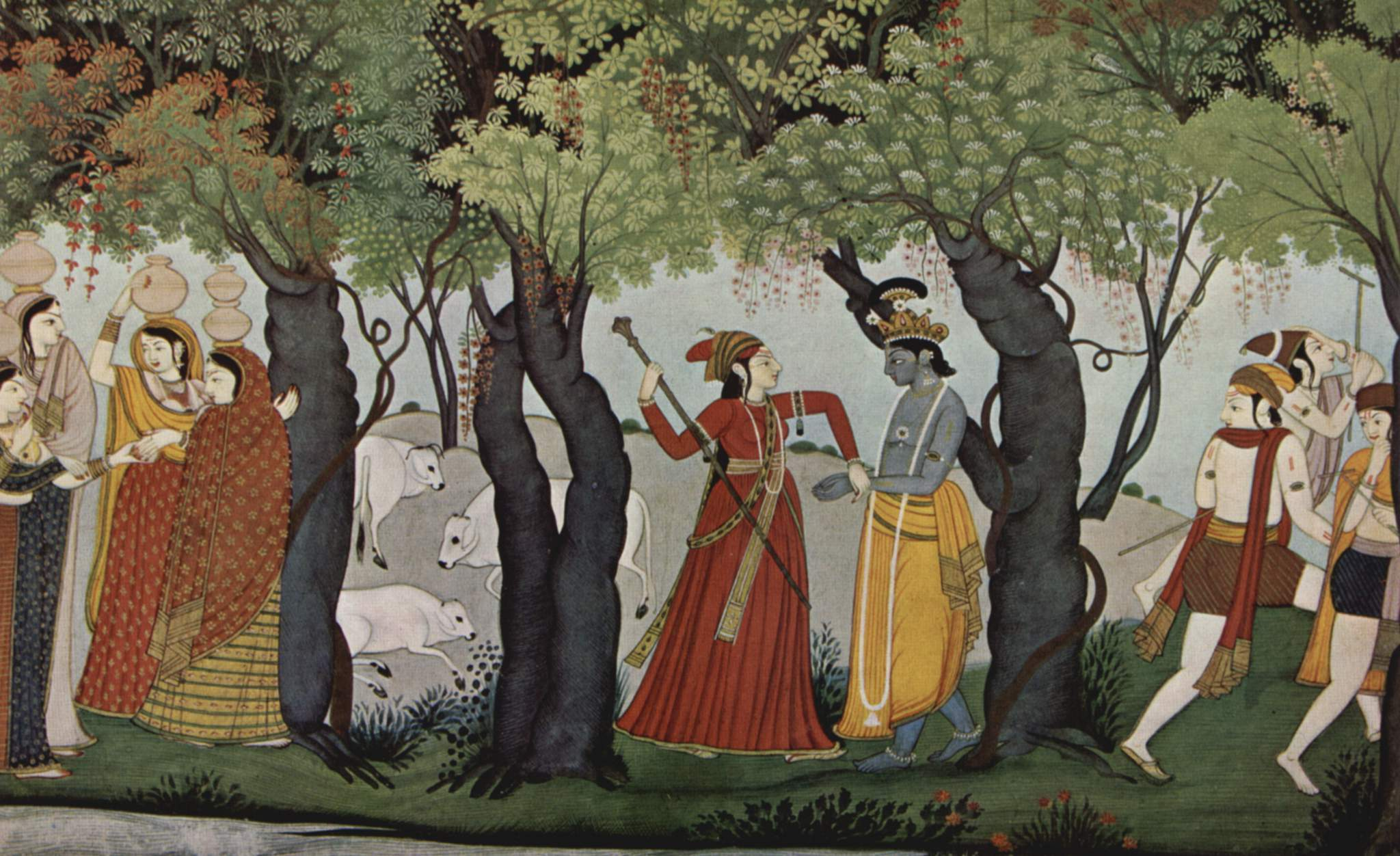
Радга й Крішна (картина близько 1770 року)

У мистецтві, іконографії та індуїстських мурті Радгу практично завжди зображують разом із Крішною.
У «Бріхад-Гаутама-тантрі» є такий вірш: "Трансцендентна богиня Шріматі Радхарані займає таке ж положення, що і Господь Шрі Крішна. Вона є головною фігурою для всіх богинь процвітання. Вона настільки приваблива, що притягує до себе навіть Всепривабливого Бога. Вона — споконвічна внутрішня енергія Господа ". Її поклоніння (ар пекло хана) полягає у виконанні бажань Господа Крішни. Тому в «Пуранах» Її називають Радхіка. Ім'я Радхіка походить від слова арадха-на, яке означає «поклоніння». Тому того, хто перевершує всіх у поклонінні Крішні, можна назвати Радхіка, найбільшим слугою.
Таким чином, Радха є парамадеватою, верховною богинею, і Вона гідна загального поклоніння. Вона — захисниця всіх живих істот і матір всього світу. Радха є початковим джерелом усіх богинь процвітання. Вона у всій повноті втілює в собі шість надбань Крішни, тому Вона є верховною енергією Господа Крішни, в Її тілі знайшли втілення вся краса і пишність. Вона є джерелом краси всіх богинь процвітання.
Всі бажання Господа Крішни пов'язані зі Шріматі Радхарані. Вона ж виконує всі Його бажання. Хоча Господь Крішна полонить увесь світ, Шрі Радха полонить далі Його. Тому Вона є верховною богинею всього світу.
Шрі Радха являє собою повну могутність, а Господь Крішна — той, хто володіє повною могутністю. Ці двоє невідрізнювані одне від одного, про що свідчать писання. Вони тотожні одне одному, подібно до того, як запах мускусу невіддільний від самого мускусу, а жар вогню не відрізняється від самого вогню. Таким чином, Радха і Крішна суть одне, але Вони взяли дві форми, щоб насолоджуватися красою.
У «Бгаґавата-пурані» дається детальний опис дитинства Крішни, проведеного в товаристві Радхи та інших дівчаток-пастушок (ґопі) в селі під назвою Вріндавана. Любовні ліли Радги і Крішни докладно описані в «Брахма-вайварта-пурані», «Ґарґа-самгіті» і «Ґіта-Ґовінді».
У Пуранах йдеться про те, що Радга з'явилася на світ в маленькому селищі Варшана за 8 кілометрів від Вріндавана в Індії. Її батьком був цар-пастух на імення Врішабгану, а її матір звали Кіртіда.
Радгаштамі — день явлення Радги, який пишно святкується послідовниками різних течій вайшнавізму.

## Роль Радги у різних течіях індуїзму
У традиціях бгакті індуїзму, заснованих на поклонінні Крішні, Радгу шанують як вічну кохану Крішни. У таких течіях, як Німбарка-сампрадая і Ґаудія-ваїшнавізм, Радга розглядається як первинна шакті — джерело усіх жіночих іпостасей Бога, і потенція насолоди Крішни, яка зветься «хладіні-шакті». Поклоніння Радзі в цих традиціях має більше значення, ніж поклоніння самому Крішні. Інші ґопі вважаються її експансіями — помічницями або служницями, в той час як Радга займає особливе становище найбільш коханої пастушки Крішни.
«Падма-пурана» описує 18 000 пастушок (ґопі), серед яких 108 є найголовнішими. Серед цих 108 ґопі вісім є ще більш важливими, і серед цих восьми пастушок дві займають особливо піднесене становище — Чандравалі і Радгарані. З цих двох Радга вважається найголовнішою.
Існує два види любовних стосунків Радги та Крішни: свакія-раса (законні стосунки в шлюбі) й паракія-раса (незаконні стосунки наперекір релігійним і моральним устоям).
В Німбарка-сампрадаї стосунки Радги та Крішни розглядаються на рівні свакія-раси. Послідовники Німбарки посилаються на опис весілля Радги і Крішни у «Брахма-вайварта-пурані» і «Ґарґа-самгіті».
У Ґаудія-вайшнавізмі найпіднесенішою формою любові вважається паракія-раса — любов, що складається в одруженої з іншим Радги до пастушка Крішни, причому ця любов Радги постійно посилюється через страх розлуки зі своїм коханим. Любов інших пастушок до Крішни описується в такому ж богословському контексті і проголошується найпіднесенішим рівнем спонтанної любові до Бога, родом любові, яка не має ні найменшого відношення до світських сексуальних стосунків.
Радга особливо є шанованою у Вріндавані, де поклоніння їй вважається більш важливим, ніж поклоніння самому Крішні.

## Чайтан'я як спільна аватара Радги та Крішни
В Ґаудія-вайшнавізмі, також відомому як крішнаїзм, засновник традиції Чайтан'я Махапрабгу розглядається як спільне втілення Радги і Крішни в одній особі.
У його біографіях стверджується, що в ряді випадків він проявляв свою божественну форму найближчому колу своїх послідовників:
| Ліві лапки | Господь Шрі Крішна є джерелом всіх насолод і Шріматі Радгарані є втіленням екстатичної любові до Бога. Ці дві форми злилися в одну в Шрі Чайтан'ї Махапрабгу. Господь Шрі Чайтан'я Махапрабгу показав Свою справжню форму Рамананді Рою.[3] | Праві лапки |
Також у біографії Чайтан'ї під назвою «Чайтан'я-чарітамріта» існує багато тверджень про те, що Чайтан'я був самим Крішною в настрої Радгарані:
| Ліві лапки | Шрі Радга — це повна енергія, а Господь Крішна — власник цієї повної енергії. Вони невідмінні одне від одного, що підтверджується богооткровенними писаннями. А тепер, Радга та Крішна суть одне, хоча і беруть два різних тіла, щоб їсти солодощі Своїх ігор. Беручи настрій і колір тіла Радгарані, Крішна є в образі Шрі Крішна Чайтан'ї. Чайтан'я Ґосані не хто інший, як Сам Крішна, син Нанди Махараджі, втілення всіх рас і уособлення пристрасного кохання. [4] | Праві лапки |

## Імена Радги

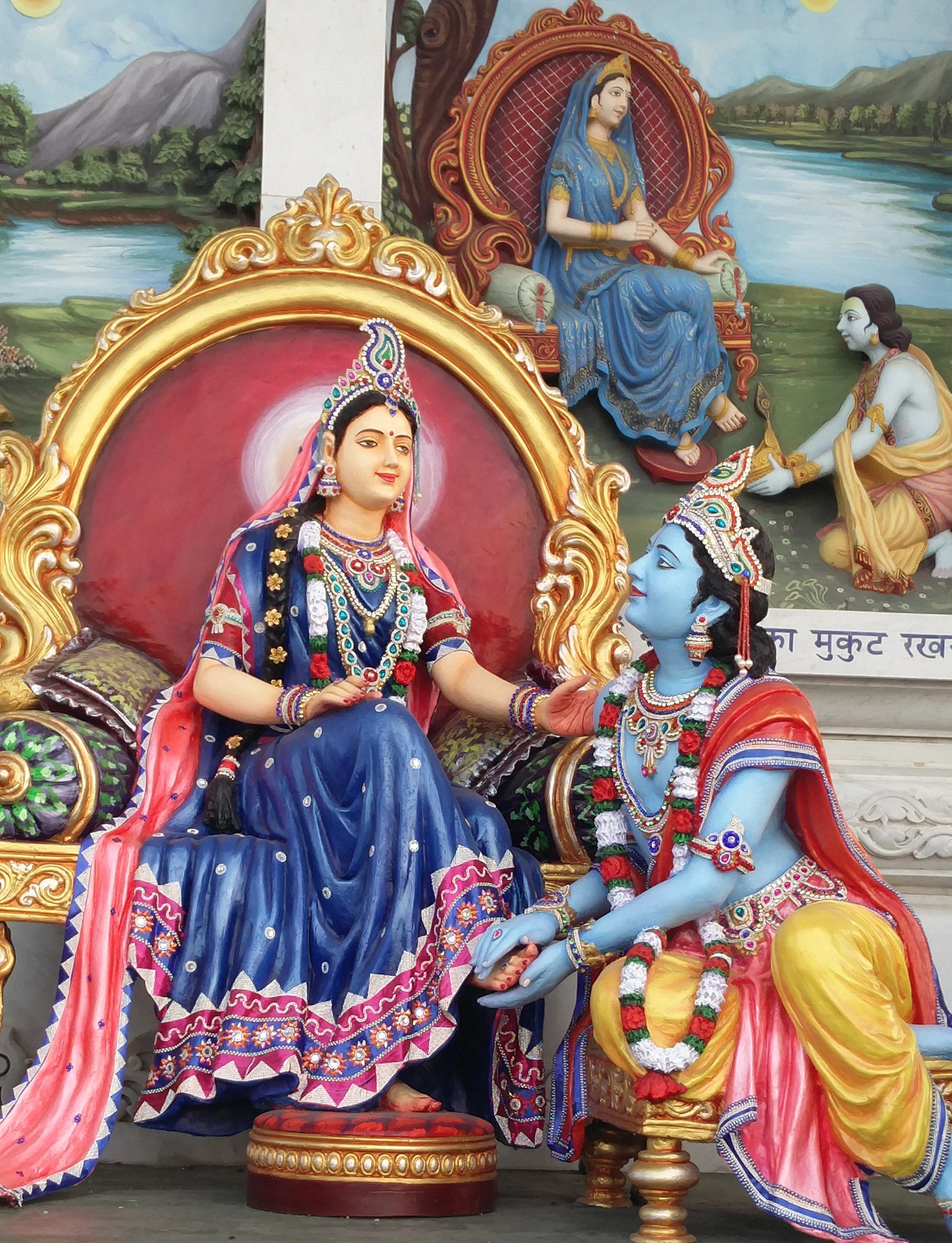

У Радхи є багато імен, що описують її якості:
- Ґовінда-нандіні — Та, хто приносить насолоду Ґовінді

- Ґовінда-мохіні — Та, хто може привабити Ґовінду

- Ґовінда-сарвасва — Та, хто значить все для Ґовінди

- Шіромані Сарваканта — Головний скарб серед супутниць Крішни

- Крішнамаї — Та, хто бачить Крішну як всередині, так і поза

- Радгіка — Та, чиє служіння Крішні полягає у виконанні Його бажань

- Мадана-Мохана-Мохіні — В Ґаудія-ваїшнавізмі Крішна (як Верховний Господь) вважається всеприваблюючим для всіх живих істот, включаючи Купідона, або, як його називають на санскриті Камадеву — бога любові. Але оскільки Радга зачаровує навіть самого Крішну, тому її називають Мадана-Мохана-Мохіні: Та, хто зачаровує Того, хто зачарував Купідона.

- Сарва-лакшмі — Первісне джерело всіх богинь процвітання

- Врішабгану Нандіні — дочка царя Врішабгану

- Вріндаванешварі — Богиня Вріндавани

- Лаліта-Сакгі — Подружка пастушки Лаліти

- Ґокула-Таруні — Та, кому поклоняються всі представниці прекрасної половини людства Ґокули

- Дамодара Раті — Та, хто красиво одягається, щоб доставити задоволення Дамодарі

- Радгарані — Радга-цариця (Вріндавани)

Одне з її імен — Хара (воно згадується у «Нарада-панчаратрі» 5.5.59), в кличному відмінкуХарі, є частиною мантри «Харе Крішна», — однією з найпопулярніших ведичних мантр, в особливості серед крішнаїтів. Практика оспівування і повторення імен Радгі і Крішни грає в крішнаїзмі провідну роль.

## У слов'янських мовах
Деякі дослідники стверджують, що, як і багато які інші індоєвропейські слова, рада є нащадком давнішого слова, яке збереглося в слов'янських мовах: українські  «Радитися», «рада» (Верховна Рада). Одним з похідних імен, збережених донині від праіндоєвропейських мов, є жіноче ім'я — Рада.
Радга in detail-Radhavallabh.com [Архівовано 21 березня 2012 у WebCite]

## У поп-культурі
У багатосерійному фільмі-серіалі Siddharth Kumar Tewary "Радга-Крішна", одним з дистриб'юторів якого є Disney, на початку показується історія з брахманом Судамою, який демонструє силу святого імені Радгарані. Він пропонує повторити імена "Радге! Радге!", і після цього повторення згорає гусениця на очах у всіх, шокуючи тим, що вона наче померла. Але потім Судама каже повторити ім'я Радги знову, і тоді згорає на очах у всіх уже метелик. І потім з'являється дівчинка і каже, що це вона була у попередніх життях тими гусеницею та метеликом, і тому просить, аби всі продовжували повторювати саме імена Радгарані. У Чайтанья-Чарітамріті осписано, що Валлабха-ачар'я (Валлабга Бгатта, втілення Шукадеви Ґосвамі) отримав посвячення від Ґададгара пандіта (втілення Радгарані) у Мадгурйа-мантру, тобто судячи з усього це була маха-мантра "Радге-Крішна, Радге-Крішна, Крішна-Крішна, Радге-Радге, Радге-Шйама, Радге-Шйама, Шйама-Шйама, Радге-Радге", яка вважається однією з основних мантр німбарка-вайшнавізму (юґала-мантрою, мантрою для калі-юґи, аналогічною Харе-Крішна / Харе-Рама маха-мантрі).